# Moya Bailey
Pour les articles homonymes, voir Bailey.
Moya Bailey est une chercheuse, écrivaine et militante féministe africaine-américaine, connue pour avoir inventé le terme misogynoir, qui décrit un type spécifique de discrimination vécue par les femmes noires,.

## Formation
Moya Z. Bailey fréquente le Spelman College et obtient son diplôme de premier cycle. Elle poursuit des études supérieures à l'Université d'Emory, au département Femmes, études de genre et sexualités. Elle est depuis maîtresse de conférences à l'université du Nord-Est au département Cultures, Sociétés et Études mondiales au sein du programme Études sur les femmes, le genre et la sexualité,. Elle fonde et dirige le laboratoire médical numérique de l'université.
Elle participe au collectif Crunk Feminist Collective et publie en ligne des chroniques sur le discours digital sur la race, le genre et la politique et la position des jeunes femmes racisées dans le cyberespace.
Elle travaille avec l'Octavia E. Butler Legacy Network, une association qui promeut l'héritage de l'écrivaine. et est cofondatrice de Quirky Black Girls, un collectif de femmes noires qui remettent en cause les stéréotypes culturels.
Elle travaille aussi sur le projet #tooFEW qui signifie "Feminists Engage Wikipedia". L'objectif du projet est de faire contribuer des féministes sur Wikipédia pour créer et modifier des pages concernant le féminisme et en particulier le féminisme noir.

## Misogynoir
Bailey a, la première, utilisé le terme intersectionnel « misogynoir » en 2010 dans un essai intitulé They aren't talking about me… (que l'on peut traduire en français par : Ils ne parlent pas de moi…). Le terme décrit un type spécifique de discrimination vécue par les femmes noires et est repris dans la recherche juridique, médicale et en communication : 

« Je cherchais un langage précis pour décrire pourquoi Renisha McBride a été touchée par balle au visage, ou pourquoi The Onion pense que c'est correct de parler de Quvenzhané Wallis de la façon dont il le fait, ou l'hypervisibilité des femmes noires au travers de la Télé-réalité, l'arrestation de Shnesha Taylor, l'incarcération de CeCe, Laverne et Lupita laissées hors de la liste du TIME, la poursuite des actions en justice contre Marissa Alexander, le trolling sur Twitter des femmes noires avec des hashtags haineux et les images prétendument drôles sur Instagram, ainsi que la façon dont les femmes noires sont décrites dans la musique. »

## Publications
- Moya Bailey, HashtagActivism: Networks of Race and Gender Justice's, MIT Press, 2020
- Moya Bailey, Misogoir Transformed: Black Women’s Digital Resistance, NYU Press, 2021[17]